# Арті Агарвал
Арті Агарвал (англ. Aarthi Agarwal, 5 березня 1984 — 6 червня 2015) — індійська акторка. Знімалася переважно в кінематографі телугу, званому Толлівуд. З 2001 по 2015 роки знялася в 22 фільмах.

## Біографія
Народилася 5 березня 1984 року в Нью-Джерсі, США, в індійській родині, що походила зі штату Гуджарат. Її батько Шашанкі (англ. Shashank) працював в готельному бізнесі, мати — Віма (англ. Veema) була домогосподаркою. У родині, крім Арті, є ще двоє дітей. Молодша сестра акторки, Адіті Агарвал, також знялася в декількох фільмах.
У віці приблизно у 14 років дівчину помітив індійський актор і продюсер Суніл Шетті і запросив танцювати на сцені у Філадельфії, штат Пенсільванія. Після спектаклю він попросив її батька підтримати Арті для зйомок в Боллівуді. Наступного літа вона вступила на курси акторської майстерності в Asha Chandra Acting Institute, Мумбаї,
і в 16 років дебютувала у фільмі Paagalpan.
У відгуку на фільм кінокритик Таран Адарш написав: «ви будете вражені чесністю і щирістю, які вона випромінює в своєму першому фільмі».
Paagalpan провалився в прокаті і Арті вирішила спробувати удачу в Толлівуді, незважаючи на те, що не говорила на телугу.
Одним з найуспішніших її фільмів був Indra 2002 року. Він став найкасовішою кінострічкою року на телугу
і приніс їй CineMAA Awards за найкращу жіночу роль.
Вийшовші в тому ж році Nuvvu Leka Nenu Lenu і Allari Ramudu стали хітами, а Nee Sneham зібрав середню касу.
Середні збори показав також Palnati Brahmanayudu 2003 року.
У 2005 році з п'яти її появ в кіно два були item-номерами.
23 березня 2005 році Арті була доставлена в лікарню Apollo Hospital в Хайдарабад після спроби самогубства, викликаної чутками про її роман з актором Таруном.
У 2006 році вона знову була госпіталізована, отримавши травму голови при падінні.
У 2007 році вона вийшла заміж за свого далекого родича — американського програміста індійського походження Уджвала Кумара, з яким зустрічалася протягом шести місяців. Подружжя розлучилося у 2009 році. Після цього Арті проживала в Нью-Джерсі в містечку Egg Harbor Township разом з батьками. Останні кілька років акторка страждала від ожиріння і майже не знімалася. У 2014 році вона вирішила повернутися в кіно.
Померла 6 червня 2015 року в результаті серцевого нападу через півтора місяця після операції ліпосакції в медичному центрі AtlantiCare Regional Medical Center Mainland Division у місті Атлантік-Сіті, штат Нью-Джерсі.
Її останній фільм Ranam 2, що вийшов за день до смерті акторки, був добре прийнятий публікою.